# Багрина
Багрина, лаконос (Phytolacca) — рід багаторічних трав'янистих рослин родини багринових; налічує 25 видів.
Рідко зустрічаються чагарники і деревоподібні форми з цільним листям. Квіти дрібні, здебільшого двостатеві, в китицеподібному суцвітті. Оцвітина проста. Плід — соковитий, ягодоподібний.
Коріння і пагони сильно отруйні. Зелені молоді пагони використовують як спаржу. Лаконос американський культивують у виноробних районах Європи та Азії заради ягід, що дають фарбу для вина. Коріння, листя та ягоди виду Phytolacca acinosa, що зростає в Гімалаях, Китаї та Японії, використовують в їжу.

## Поширення
Приблизно 25 видів зростає в тропічних і субтропічних областях, переважно в Америці, але також у Африці й Азії; інтродукований зокрема до Європи й Австралії. У помірній зоні поширений лише один вид — багрина звичайна (Phytolacca americana), який зустрічається на Кавказі як домашня рослина, інколи уздовж доріг тощо.